# Putyliwka (obwód wołyński)
 Putyliwka (ukr. Путилівка) – wieś na Ukrainie w rejonie łuckim obwodu wołyńskiego.
Do 2020 w rejonie kiwereckim. 